# Гончий Брід
Го́нчий Брід — село в Україні, у Колодяжненській сільській громаді Ковельського району Волинської області. Населення становить 134 осіб.

## Історія
У 1906 році село Голобської волості Ковельського повіту Волинської губернії. Відстань від повітового міста 21 верст, від волості 8. Дворів 48, мешканців 389.

### Польсько-український конфлікт
У селі встановлено пам'ятник 58-ми українцям, які стали жертвами польсько-українського конфлікту 1943—1944 років. Пам'ятний знак освячено священиками Української православної церкви. За свідченнями очевидців, всього у селі Гончий Брід поляки вбили 73 особи, серед яких були мешканці інших населених пунктів.
За даними державного архіву Волинської області, станом на 5 жовтня 1940 року у селі Гончий Брід налічувалося 140 дворів і проживало 759 осіб. Під час Другої світової війни неподалік цього села, в урочищі Засмики, розміщувалася база польської Армії Крайової, звідки її вояки здійснювали рейди на українські села. Напади поляків на село Гончий Брід розпочалися у листопаді 1943 року і повторювалися у січні та березні 1944 року. Найкривавішим для жителів цього села виявився січень 1944 року, коли на свято Водохреща загін Армії Крайової, увірвавшись у село, пограбував його, знищив до 40 садиб і розстріляв понад 60 осіб.

## Населення
Згідно з переписом УРСР 1989 року чисельність наявного населення села становила 164 особи, з яких 76 чоловіків та 88 жінок.
За переписом населення України 2001 року в селі мешкали 134 особи.

### Мова
Розподіл населення за рідною мовою за даними перепису 2001 року:
| Мова       | Кількість | Відсоток |
| ---------- | --------- | -------- |
| українська | 132       | 98.50%   |
| російська  | 1         | 0.75%    |
| білоруська | 1         | 0.75%    |
| Усього     | 134       | 100%     |